# Photothermischer Effekt
Der photothermische Effekt beschreibt den Vorgang, dass optische Strahlung vom UV- bis zum NIR-Bereich von Körpern absorbiert wird und in Wärme umgewandelt wird. Er wird vorwiegend an Festkörpern, aber auch an Flüssigkeiten und sogar Gasen beobachtet und beruht auf der Tatsache, dass strahlungsfreie Übergänge zwischen Zuständen von Elektronen (bei Metallen), Atomen oder Molekülen (nichtmetallische Substanzen) auftreten, was zur Erwärmung einer Probe führt. Der photothermische Effekt wird eingesetzt, um in Abhängigkeit von Frequenz und Wellenlänge der verwendeten optischen Strahlung das Erwärmungsverhalten aufzuzeichnen und für spektrometrische Messungen zu verwenden oder um kontrolliert und berührungsfrei ein Werkstück zu erwärmen und dessen thermophysikalische oder Gefügeeigenschaften zu untersuchen. Herausgehoben genannt sei hier insbesondere die Messung von Schichtdicken.

## Historische Bemerkungen
Die Entdeckung des photothermischen Effekts wird auf Alexander G. Bell und seine Arbeiten zum „Photophon“ zurückgeführt. Das Photophon bestand aus einem Spiegel mit einer Optik, der durch Geräusche wie Sprache, Musik oder ähnliches in Schwingungen versetzt werden konnte und Sonnenlicht gebündelt auf eine in einen Telefonschaltkreis integrierte Selenzelle im Brennpunkt eines Hohlspiegels richtet. Die Bewegung des Spiegels führte zu Intensitätsschwankungen der Sonnenstrahlung. Damit änderte sich der elektrische Widerstand der Selenzelle und die anregenden Geräusche wurden im Telefon hörbar gemacht. Bell schrieb diesem Effekt eine große Bedeutung zu, wie er emotional in einem Brief berichtete:

„Ich hörte artikulierte Sprache durch das Sonnenlicht! Ich hörte einen Sonnenstrahl lachen und husten und singen! ...Ich konnte einem Schatten zuhören und vernahm mit dem Ohr das Vorbeiziehen einer Wolke quer über die Sonnenscheibe. Du bist der Großvater des Photophons und ich möchte meine Freude des Erfolgs teilen.“

Obwohl bereits in dieser Arbeit Abhängigkeiten der Stärke des Effekts von der Wellenlänge des Lichts festgestellt werden konnte und durch dieses Gerät lange vor der Verwendung von Funkwellen eine drahtlose Sprachübertragung möglich war, blieb das Photophon eine wissenschaftliche Kuriosität. Der photothermische Effekt wurde erst 1976 durch Allan Rosencwaig und Allen Gersho wiederaufgegriffen, um per photoakustischer Spektroskopie Gase und Festkörper, insbesondere Halbleiter, zu untersuchen. Dabei wird ausgenutzt, dass sich der durch den photothermischen Effekt erwärmte Festkörper – oder das Gas – durch die Erwärmung ausdehnen. In einer abgeschlossenen Messzelle können die Druckschwankungen per Mikrophon aufgenommen und auf ihre Amplitude hin untersucht werden.

1980 erweiterte Nils C. Fernelius die Arbeiten von Rosencwaig und Gersho um die Einflüsse der Beschichtung einer Probe, insbesondere deren Dicke. Damit wurde die photothermische Schichtdickenmessung und Werkstoffprüfung als Messverfahren etabliert. Die Anwendung des photothermischen Effekts zur zerstörungsfreien Werkstoffprüfung und Schichtdickenmessung wird unten weiter aufgegriffen.

## Erklärung des photothermischen Effekts

Absorption elektromagnetischer Wellen. Ein Teil der einfallenden Strahlung wird reflektiert, der Rest absorbiert. Bei der Absorption erfolgt eine Umwandlung der Energie der Strahlung in Wärmeenergie.

Trifft elektromagnetische Strahlung auf die Oberfläche eines Körpers, so wird ein Teil reflektiert, ein Teil transmittiert und ein Teil absorbiert. Zwischen den Anteilen {\displaystyle R=S_{R}/S_{G}}, {\displaystyle T=S_{T}/S_{G}} und {\displaystyle A=S_{A}/S_{G}} der reflektierten, transmittieren und absorbierten Strahlung besteht die Beziehung {\displaystyle R+T+A=1}. Für den photothermischen Effekt relevant ist der Anteil der absorbierten Strahlung. Der Anteil der transmittierten Strahlung ist bei undurchsichtigen Medien vernachlässigbar, so dass in der folgenden Betrachtung vereinfachend {\displaystyle R+A\approx 1} angenommen wird.
Elektromagnetische Wellen können ohne Beschränkung der Allgemeinheit durch den Anteil des elektrischen Feldes beschrieben werden:
{\displaystyle {\vec {E}}(x,t)=E_{0}\exp[\mathrm {i} (n^{*}k_{x}x+\omega t)]{\vec {e}}_{x}}
Mit der Wellenzahl {\displaystyle k_{x}} in {\displaystyle x}-Richtung, der Frequenz {\displaystyle \omega } und dem komplexen Brechungsindex {\displaystyle n^{*}=n'+in''}. Entsprechend ergibt das Poynting-Theorem die ortsabhängige Intensität im Inneren als Quadrat der elektrischen Feldamplitude:
{\displaystyle S(x,t)=n^{*}|E(x,t)|^{2}=S_{0}\exp(2\mathrm {i} n^{*}k_{x}x)=S_{0}\exp(-2n''k_{x}x)\exp(2\mathrm {i} n'k_{x}x)}
Real- und Imaginärteil des komplexen Brechungsindex bezeichnen den Extinktionskoeffizienten ({\displaystyle n''}) und den Brechungsindex ({\displaystyle n'}). Sie können experimentell durch die Messung der komplexen Dielektrizitätskonstante bestimmt werden. Der Koeffizient {\displaystyle \beta _{\text{opt}}=2n''k_{x}} ist der optische Absorptionskoeffizient, sein Kehrwert {\displaystyle \mu _{\text{opt}}=1/\beta _{\text{opt}}} beschreibt die Skintiefe (Eindringtiefe der elektromagnetischen Welle in das Material).
Pro Einheitstiefe und Längeninkrement {\displaystyle \mathrm {d} x} in {\displaystyle x}-Richtung wird durch die Absorption elektromagnetischer Strahlung die innere Energie des Körpers um das Inkrement
{\displaystyle \mathrm {d} Q(x)=-\eta _{\text{ot}}{\frac {\mathrm {d} S(x)}{\mathrm {d} x}}\mathrm {d} x=\eta _{\text{ot}}(1-R)\beta _{\text{opt}}S_{0}\exp(-\beta _{\text{opt}}x)\mathrm {d} x}
erzeugt. Der optothermische Wirkungsgrad {\displaystyle \eta _{\text{ot}}} ist in der Regel nahe bei 100 %, {\displaystyle \eta _{\text{ot}}\approx 1}. Im Integral über den gesamten Körper ergibt sich so die Änderung der inneren Energie wie als {\displaystyle Q=(1-R)S_{0}}.
Die Stärke des photothermischen Effekts hängt also im Wesentlichen von der Oberflächenreflexionsgrad {\displaystyle R} ab, diese ist in der Regel abhängig von der Wellenlänge des verwendeten Materials. Reflexionsgrad und Transmissionsgrad sind nach dem mit der komplexen Dielektrizitätskonstante verknüpft und daher frequenzabhängig. Die Frequenzabhängigkeit kann daher aus dem Drude-Modell hergeleitet werden. Hier seien nur einige Spezialfälle genannt:
- Metalle besitzen im sichtbaren bis infraroten Teil des Spektrums einen hohen Reflexionsgrad (Ausnahme: Aluminium) (> 50 %)
- Halbleiter-Einkristalle (Germanium, Silizium) besitzen im sichtbaren bis nahinfraroten Teil des Spektrums mittlere bis hohe Reflexionsgrade (40–70 %) und eher niedrige Reflexionsgrade im langwellig-infraroten Teil des Spektrums (30–40 %)
- Dielektrika (z. B. Diamant) besitzen geringe Reflexionsgrade im sichtbaren bis infraroten Teil des Spektrums (< 20 %)

Wird der photothermische Effekt daher z. B. zur Anregung von thermischen Wellen verwendet, so ist auf eine geeignete Wellenlänge der anregenden Strahlung zu achten (z. B. UV-Strahlung für Metalle).

## Anwendungen

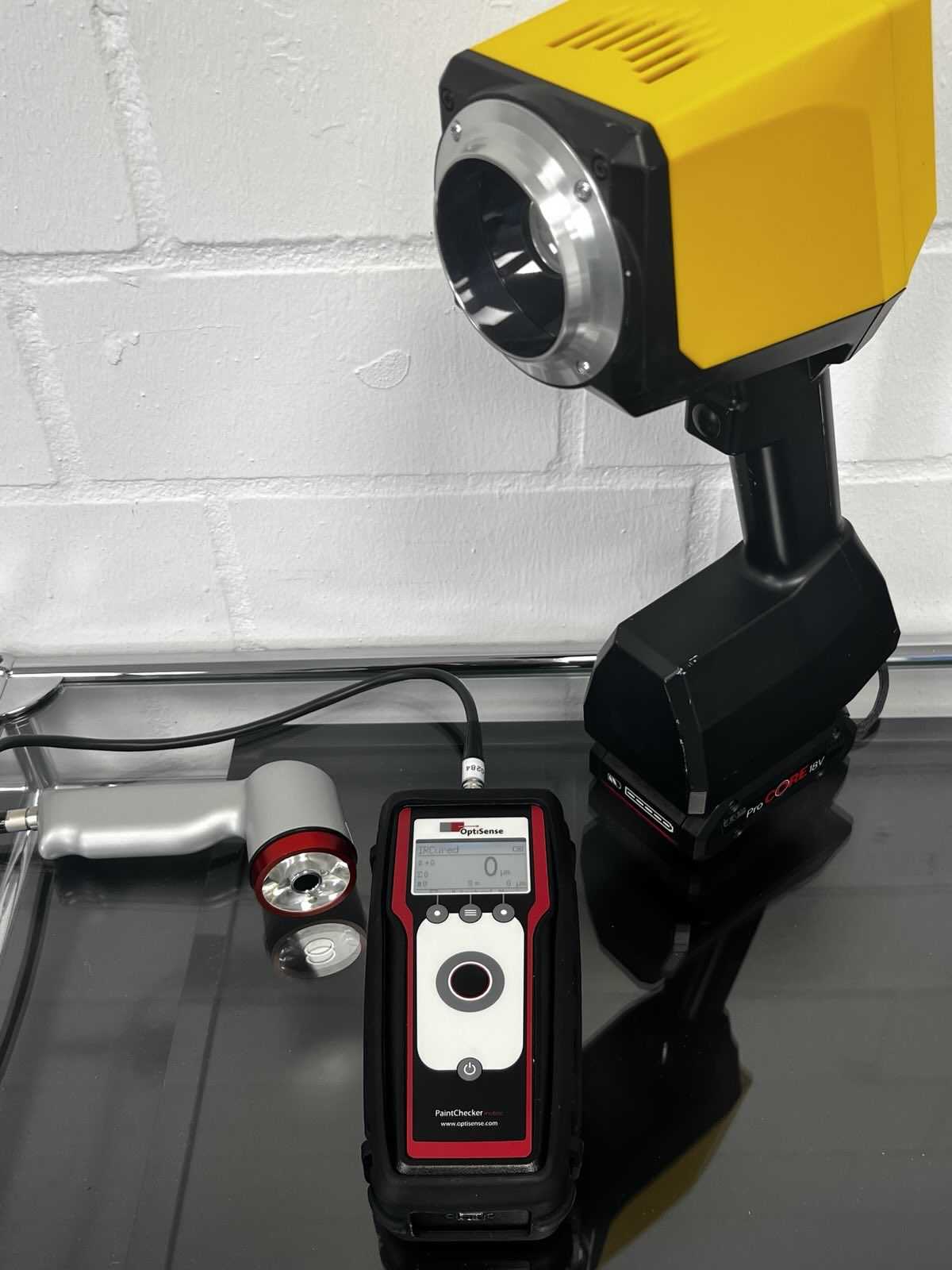
Zwei verschiedene photothermische Schichtdickenmessgeräte

### Photothermische Schichtdickenmessung
Die photothermische Schichtdickenmessung stellt ein berührungsfreies und nichtzerstörendes Verfahren zur Messung der Schichtdicke von Lacken und Pulverbeschichtungen auf Metall- oder Kunststoffsubstraten dar.

#### Grundlagen

##### Thermische Wellen

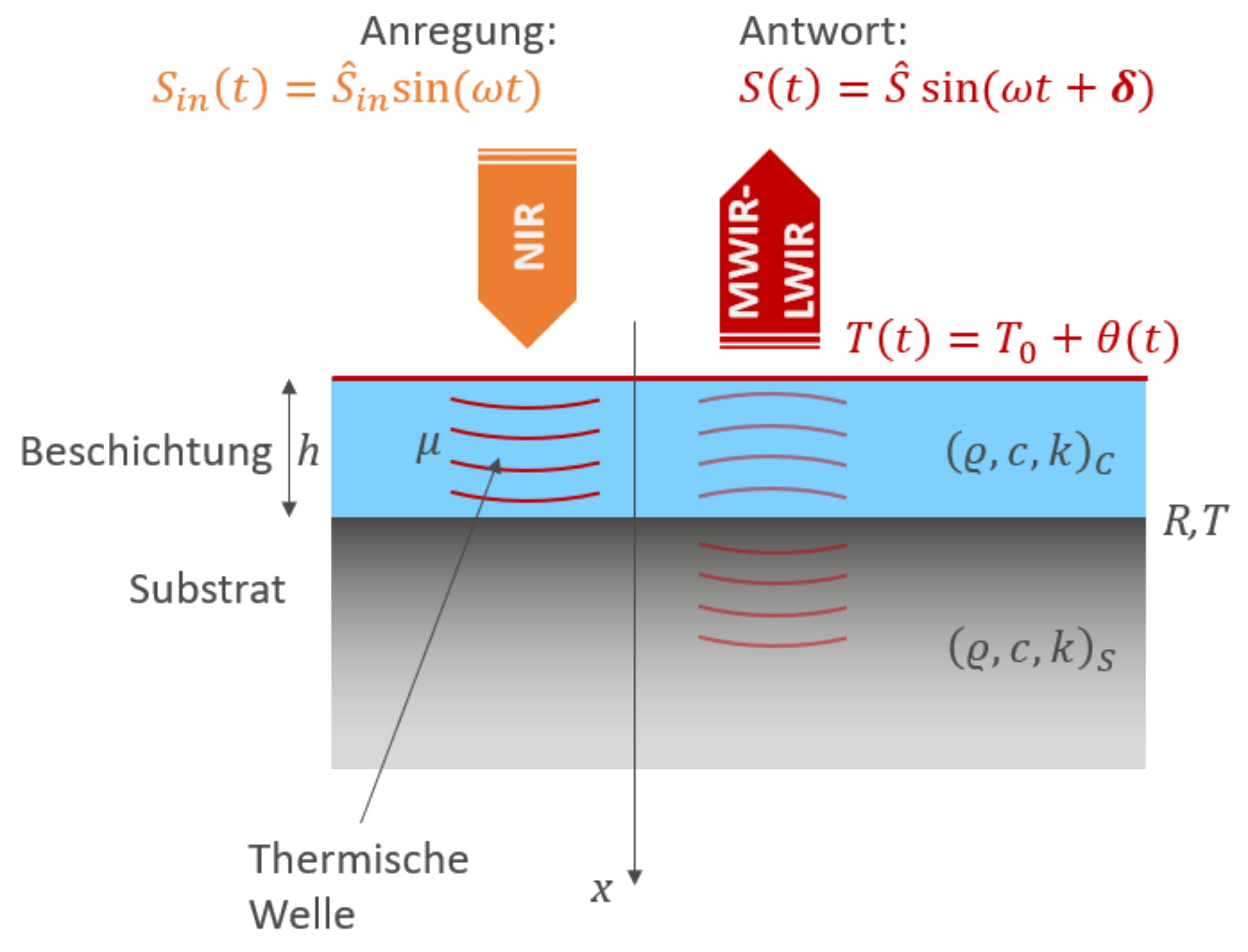
Zur Anregung, Reflexion und Transmission thermischer Wellen.

Wie einleitend erwähnt eignet sich der photothermische Effekt, um Werkstücke kontrolliert berührungslos zu erwärmen. Moduliert man beispielsweise die Intensität der anregenden Strahlung periodisch mit der Modulationsfrequenz {\displaystyle \omega }, also {\displaystyle S_{0}=S_{0}\exp(\mathrm {i} \omega t)}, so regt man im bestrahlten Werkstück thermische Wellen an. Diese ergeben sich mathematisch aus der Lösung der Wärmediffusionsgleichung für einen vorgegebenen Wärmefluss durch den Rand. Das Temperaturfeld im Körper besitzt dann die Form:
{\displaystyle T(x,t)={\frac {S_{0}}{\sqrt {4e^{2}\omega }}}\exp \left(-{\frac {x}{\mu }}\right)\sin \left(\omega t-{\frac {x}{\mu }}-{\frac {\pi }{4}}\right)}
Dies ist die Gleichung einer sich in positiver {\displaystyle x}-Richtung ausbreitenden Welle. Dabei wurden die Abkürzungen {\displaystyle e={\sqrt {\varrho ck}}} für die thermische Effusivität sowie {\displaystyle \mu ={\sqrt {2\alpha /\omega }}} eingeführt, wobei wiederum {\displaystyle \alpha =k/\varrho c} mit der Wärmekapazität {\displaystyle c} die thermische Diffusivität bezeichnet.
Thermische Wellen verhalten sich in jeder Hinsicht analog zu optischen Wellen, transversale Deformationswellen oder Schallwellen, d. h., insbesondere werden sie an Grenzflächen sowohl transmittiert und reflektiert. Aus dem Unterschied der thermischen Effusivitäten beiderseits einer Grenzfläche ergibt sich der thermische Brechungsindex {\displaystyle N_{t,CS}=e_{S}/e_{C}} und somit Reflexions- und Transmissionskoeffizient:
{\displaystyle R={\frac {e_{C}-e_{S}}{e_{C}+e_{S}}}\qquad T={\frac {2e_{c}}{e_{C}+e_{S}}}}
Die thermische Effusivität vieler organischer Materialien, etwa Kunststoffe oder Lacke, liegen aufgrund der niedrigen Wärmeleitfähigkeit bei in der Größenordnung von einigen hundert {\displaystyle \mathrm {Ws^{1/2}K^{-1}m^{-2}} }, der Wärmeeindringkoeffizient von Metallen in der Größenordnung einiger Zehntausend {\displaystyle \mathrm {Ws^{1/2}K^{-1}m^{-2}} }.

##### Thermische Interferenz

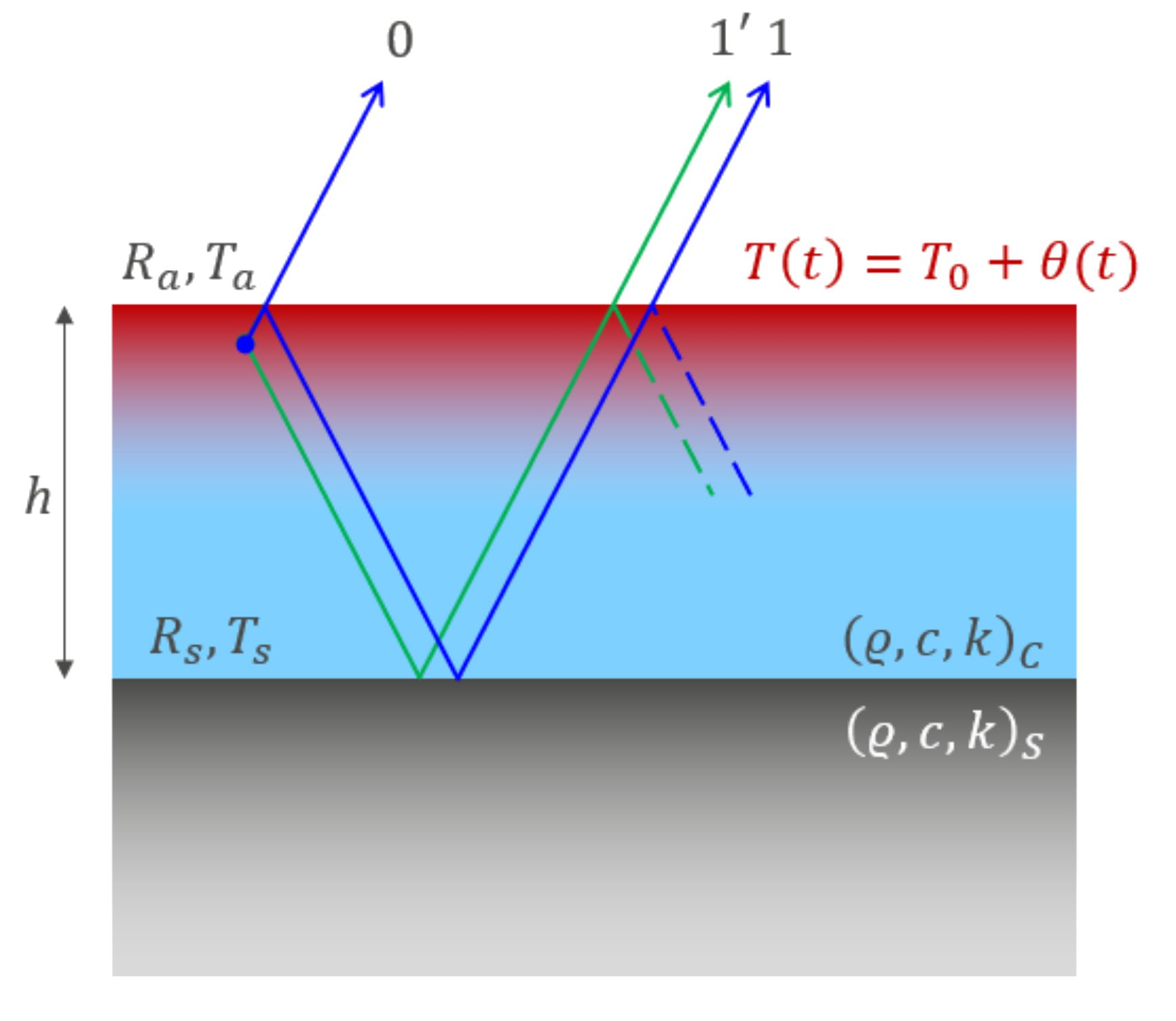
Interferenz thermischer Wellen. Die Anregungszone (rot) wurde aus Gründen der Darstellung übertrieben ausgedehnt gezeichnet, ebenso verlaufen die relevanten Wellenzüge in der Realität senkrecht zu den Oberflächen. Diese wurden hier ebenfalls aus Gründen der Darstellung schrägwinklig eingezeichnet.

Im obigen Abschnitt wurde bereits erläutert, dass thermische Wellen an Grenzflächen alle Verhaltensweisen anderer physikalischer Wellen aufweisen. Ist die Beschichtung so dünn, dass ihre Dicke in der Größenordnung der Wellenlänge der thermischen Welle liegt, sind Interferenzphänomene zu beobachten. Aus obiger Gleichung für {\displaystyle T(x,t)} ist bereits erkennbar, dass die Temperaturänderung dem Wärmefluss durch den Rand und damit der Intensität der anregenden Strahlung um 90° ({\displaystyle \pi /4}) hinterherhinken. Dieser Wert ist rein mathematisch begründet.
Thermische Interferenz lässt sich erklären, wie in nebenstehender Abbildung gezeigt. Wird die anregende Strahlung absorbiert – die Absorptionszone ist hier aus darstellerischen Gründen übertrieben ausgedehnt gezeichnet – so werden innerhalb dieser Zone Züge thermischer Wellen angeregt. Relevant sind dabei die Wellenzüge, die sich in Richtung der Grenzflächen zur Atmosphäre bzw. zum Substrat bewegen. Superponiert man beide Wellenzüge, so erhält man eine resultierende Welle, die einen Gangunterschied {\displaystyle \delta } zur Anregung aufweist.
Der Gangunterschied hängt ab von:
- den thermischen Reflexionskoeffizienten {\displaystyle R_{a},R_{s}} zur Atmosphäre bzw. zum Substrat
- der Dicke {\displaystyle h} der Schicht
- der thermischen Wellenlänge {\displaystyle \mu }, die durch die Modulationsfrequenz eingestellt werden kann.

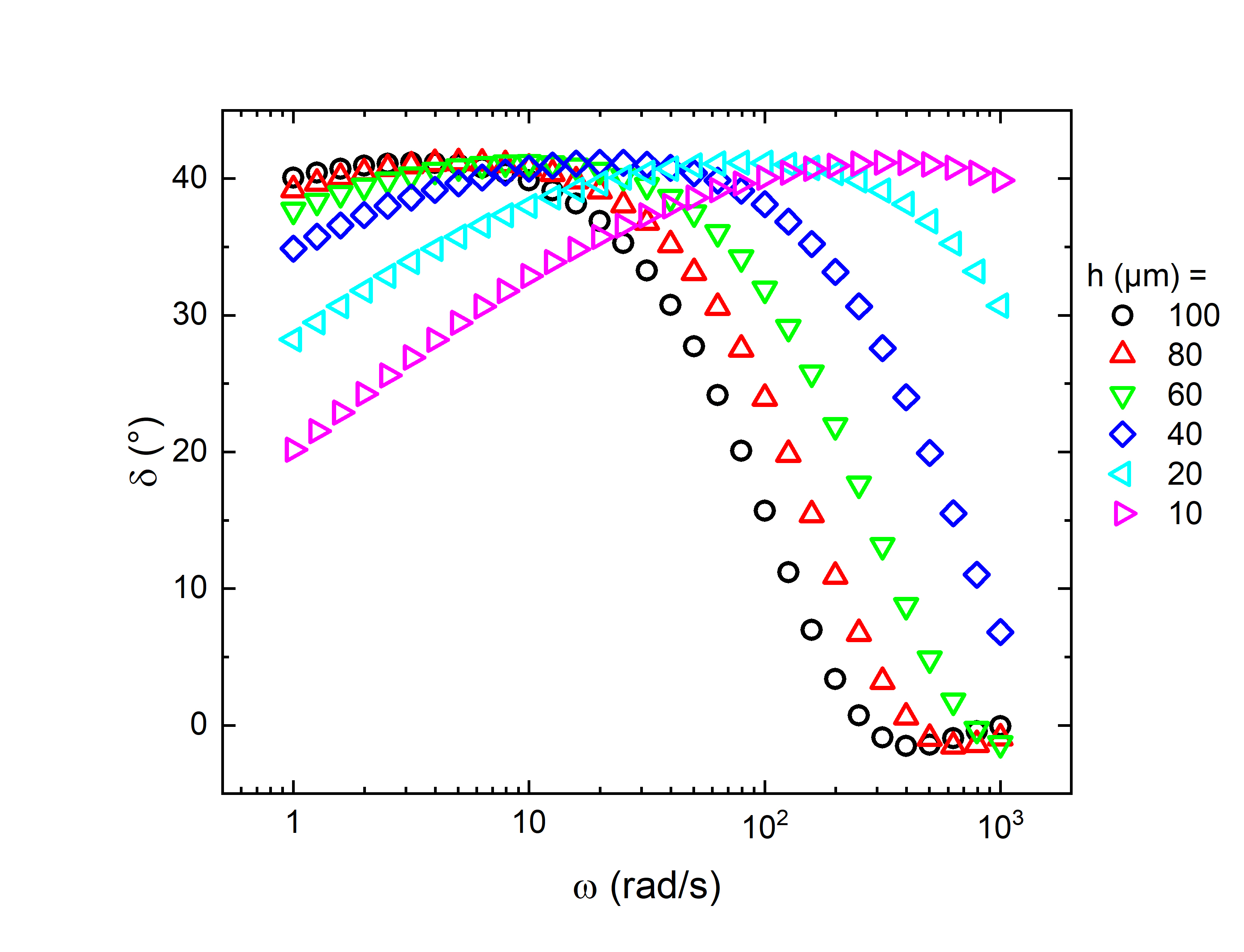
Abhängigkeit des Phasenwinkels von der Schichtdicke, gerechnet für eine Lackschicht auf Aluminium.

Für den Gangunterschied findet sich dann:
{\displaystyle \tan \delta ={\frac {R_{s}(1+R_{a})\exp \left(-{\frac {h}{\mu }}\right)\sin \left({\frac {h}{\mu }}\right)}{1-R_{s}^{2}R_{a}\exp \left(-{\frac {2h}{\mu }}\right)+R_{s}R_{a}\exp \left(-{\frac {h}{\mu }}\right)\cos \left({\frac {h}{\mu }}\right)}}}

#### Technische Durchführung
Nebenstehend ist gezeigt, welcher Verlauf des Gangunterschieds (Phasenwinkels) sich rechnerisch für lackiertes Aluminium ({\displaystyle R_{s}\approx -0{,}95}) ergibt. Dabei wird der Phasenwinkel gegen die Frequenz aufgetragen. Die Kurven zeigen für verschiedene Dicken verschiedene Frequenzen, bei denen der Phasenwinkel jeweils maximal wird. Die Lage dieses Maximums wird durch den thermischen Reflexionskoeffizienten und die Schichtdicke bestimmt und ist vor der Messung für das betrachtete Lacksystem entsprechend einzustellen.
Praktisch ergeben sich weitere Einflussfaktoren bei der photothermischen Schichtdickenmessung:
- Wie schon erläutert wird die Erwärmung des Materials durch die Oberflächenreflexivität beeinflusst. Daher weisen Körper mit stark reflektierender Oberfläche – egal ob diffus oder glänzend reflektierend – eine geringere Erwärmung infolge des photothermischen Effekts auf (z. B. weißes Papier).
- Der Emissionsgrad der Oberfläche spielt ebenfalls eine Rolle. In der Realität sind viele Oberflächen nur auf bestimmten Teilen des Spektrums einen zumindest annähernd konstanten Emissionsgrad (nichtgrauer Strahler). Praktisch spielt dies jedoch nur eine geringe Rolle, da im mittel- bis langwelligen Infrarotbereich die meisten Materialien nahezu einen konstanten Emissionsgrad aufweisen.
- Die Eindringtiefe der anregenden Strahlung und damit der optische Absorptionskoeffizient {\displaystyle \beta _{\text{opt}}}stellen ebenfalls Einflussfaktoren dar, da bei geringem optischen Absorptionsvermögen die Erwärmung des zu untersuchenden Werkstücks entsprechend gering ausfällt[1]. Es ist daher zu beachten, dass die anregende Strahlung so gewählt wird, dass sie von der angestrahlten Oberfläche absorbiert wird.
- Zwischen Substrat und Beschichtung muss ein thermischer Kontrast bestehen, d. h., die Effusivitäten müssen sich voneinander deutlich unterscheiden. Ist der thermische Brechungsindex {\displaystyle N_{t}\approx 1}, so sind nur geringe Gangunterschiede zu erwarten.

Der Gangunterschied zweier periodisch modulierter Signale ist sehr gut messbar, beispielsweise durch eine Fourieranalyse oder durch Kreuzkorrelation (Lock-in-Verstärker).

### Photothermische Gefügeuntersuchungen
Neben der Untersuchung von Schichten auf die Schichtdicke kann der photothermische Effekt auch verwendet werden, um Defekte unter der Oberfläche von Werkstücken zu untersuchen.

## Spezialfall: Impulsthermografie
Neben der bisher beschriebenen Methode, thermische Wellen zur Messung von Schichtdicke und Gefügeeigenschaften zu verwenden, ist auch die Impulsthermographie ein etabliertes Verfahren. Erstmals eingesetzt wurde es zur Messung thermophysikalischer Eigenschaften, in der Folge aber auch zur Untersuchung von Schichtdicken und Defekten. Bei diesem Verfahren werden Impulse anregender Strahlung auf das zu untersuchende Werkstück geleitet und das Abkühlverhalten thermografisch erfasst. Dieses wird durch die thermophysikalischen Eigenschaften und die etwaige Schichtdicke eines beschichteten Werkstücks beeinflusst.